# Державний музично-драматичний інститут імені М. В. Лисенка
Державний музично-драматичний інститут імені М. В. Лисенка — вищий мистецький навчальний заклад, заснований 1918 року на базі Музично-драматичної школи Миколи Лисенка. Восени 1919 року до складу цього вишу ввійшла частина викладачів і слухачів Театральної академії, яку очолював Володимир Сладкопєвцев.
1934 року інститут було поділено на самостійні виші: Київську консерваторію та Київський інститут театрального мистецтва.

## Загальні відомості
Серед його фундаторів і викладачів перших років були відомі діячі культури: композитори — В. Косенко, К. Стеценко, М. Леонтович, П. Козицький, Д. Ревуцький; піаністи — Г. Нейгауз, Г. Беклемішев; викладачі співу — О. Муравйова, М. Микиша; хореограф і композитор В. Верховинець; режисери й актори — І. Мар'яненко, Л. Курбас, О. Загаров, Й. Стадник, М. Старицька.
1925 року до складу інституту ввійшли всі (крім виконавських) факультети консерваторії (яку було реорганізовано в музичний технікум), 1928 року приєднались і виконавські факультети.
Інститут готував митців-виконавців, педагогів і керівників професійних та аматорських мистецьких колективів.
В 1934 інститут було поділено на самостійні виші: Київську консерваторію (з 1940 - імені П. І. Чайковського) та Київський інститут театрального мистецтва (з 1945 - імені І. К. Карпенка-Карого).

## Історія становлення
Ідея перетворення Музично-драматичної школи ім. М. Лисенка у вищу школу обговорювалась за часів Центральної ради 1917 року, проте подання, підписане директором цієї школи Мар'яною Лисенко, розглядалося лише 1918 року вже за часів Української Держави. Тоді Головне управління мистецтв і національної культури Міністерства освіти Української Держави підготувало законопроєкт «Про перетворення Музично-драматичної школи імені М. Лисенка на Вищий музично-драматичний інститут імені М. Лисенка з програмою і правами консерваторії», який був затверджений 2 вересня 1918 року за № 180 Головноуправляючим справами мистецтв і національної культури Петром Дорошенком.

1924-1925Сидять: М. Вериківський, М. Грінченко, П. Козицький, Л. Ревуцький
Стоять: О. Кисіль, М. Калістратенко, А. Бабій, М. Коросташ

17 січня 1919 року Рада Міністрів відновленої УНР видала постанову про асигнування в розпорядження Міністерства народної освіти 72 тисяч карбованців на одноразову субсидію Вищому музично-драматичному інститутові імені М. Лисенка на друге півріччя 1918—1919 навчального року, але невідомо, чи інститут встиг отримати ці гроші.
За радянських часів Комісаріат для охорони культурно-освітніх установ і організацій в лютому-березні 1919 року, прийнявши делегацію інституту, задовольнив її прохання стосовно надання йому кращого приміщення: інститут переїхав з Великої Підвальної, 15 на вул. Велику Володимирську, 45.
За часів денікінської навали становлення інституту затримувалось і лише 1922 року Народний Комісаріат освіти УСРР допоміг вишу певними асигнуваннями. Тоді ж інститут переїхав у краще приміщення на вул. Хрещатик, 52.

## Факультети
- Педагогічний (з відділом професійної освіти й музичного виховання)
- Диригентський (хоровий і симфонічний відділи, також окремий відділ теорії та композиції)
- Драматичний (з режисерським відділом)
- Робітфак

## Ректори
- 1919—1920 — Блуменфельд Фелікс Михайлович
- 1920—1924 — Буцький Анатолій Костянтинович
- 1924—1928 — Грінченко Микола Олексійович
- 1928—1932 — Романюк Семен Миколайович
- 1932—1934 — Тишкевич-Азважинський Семен Петрович

## Відомі особистості
викладачі
- К. Стеценко
- М. Леонтович
- М. Бурачек
- М. Грінченко
- Г. Гаєвський
- Л. Курбас
- М. Малько
- М. Микиша
- П. Козицький
- Д. Ревуцький
- Л. Ревуцький
- Д. Євтушенко
- К. Михайлов
- Б. Яворський
- В. Косенко
- Г. Любомирський
- Р. Глієр
- Б. Лятошинський
- М. Вериківський
- С. Дурдуківський
- С. Тележинський
- Г. Беклемішев
- І. Мар'яненко
- О. Загаров
- Й. Стадник
- М. Старицька
- Г. Нейгауз
- Л. Гаккебуш
- К. Квітка
- А. Буцький
- М. Малько
- В. Сладкопєвцев
- Н. Гольденберг
- Ю. Гиренко
- В. Смекалін
- І. Белза
- М. Філімонов
- Б. П'юрко
- Г. Кисельов

випускники
- 3. Гайдай
- Р. Івицький
- І. Воликівська
- І. Козловський
- Р. Разумова
- Н. Рахлін
- О. Климов
- О. Міньківський
- М. Тараканов
- Г. Верьовка
- О. Сорока
- Д. Антонович
- О. Сердюк
- В. Магар
- В. Мерзляков
- Б. Тягно
- П. Нятко
- Л. Дубовик
- М. Покровський
- В. Скляренко
- М. Станіславський
- І. Стешенко
- К. Осмяловська
- М. Фісун
- Ю. Гаврильченко
- О. Ахматова
- В. Шандровський